# Carême catholique
Au sein de l'Église catholique, le carême est un temps de conversion de 40 jours en préparation aux fêtes pascales qui se prolongent jusqu'à la Pentecôte. Le carême commence le mercredi des Cendres et prend fin le Jeudi saint, lorsque commence la messe du soir « In Cena Domini » (Cène du Seigneur) marquant l'entrée dans le Triduum pascal. Puisque le carême n'inclut pas les dimanches, il s'étend en fait sur 46 jours calendaires. Le carême catholique comprend trois facettes : le jeûne, la prière et l'aumône.

## Rites

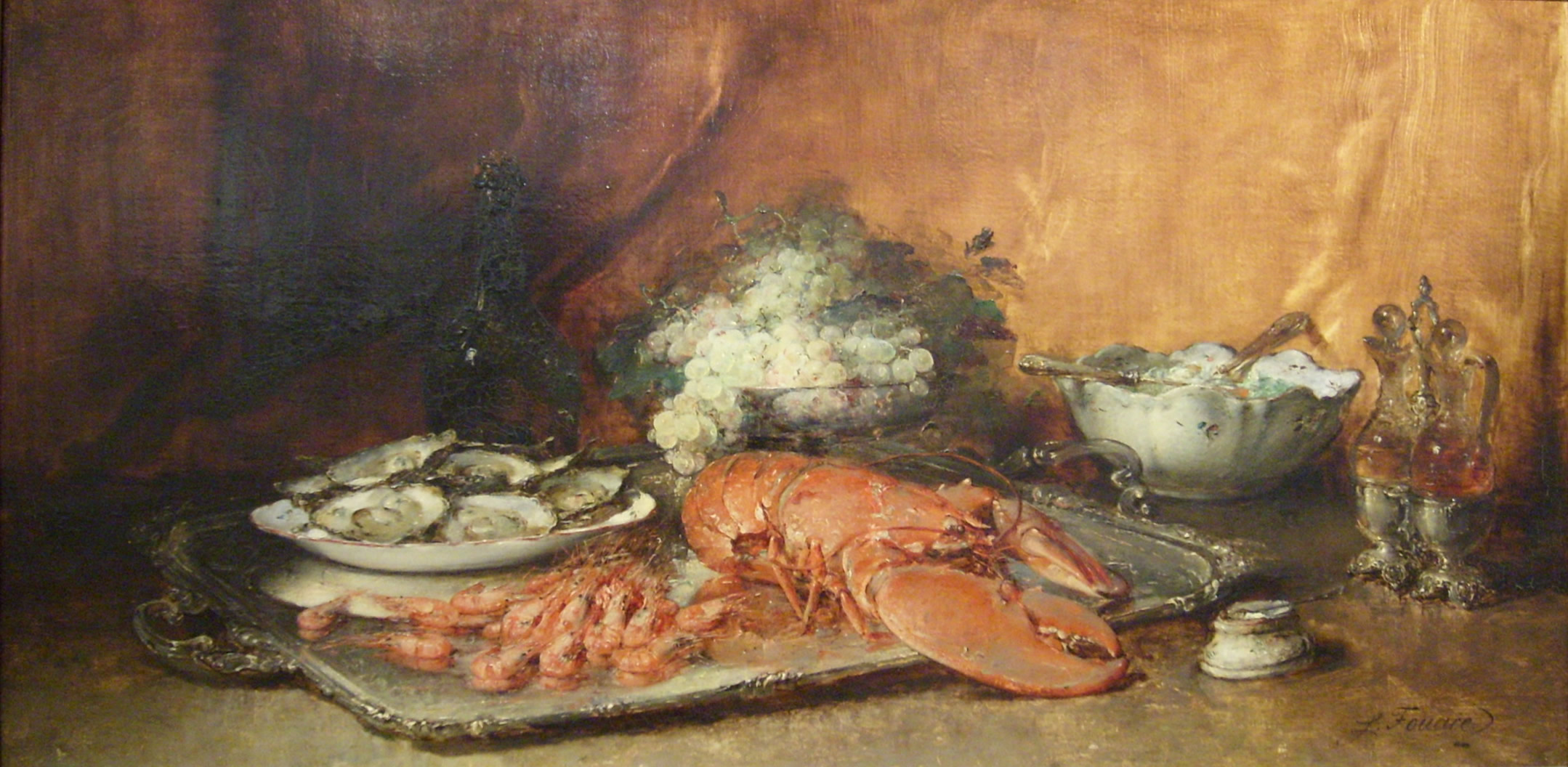
Guillaume Fouace : Déjeuner de carême (1872, Musée Thomas-Henry, Cherbourg-Octeville)

Le carême est un temps de pénitence, de prière et de partage qui ne sont pas des fins en soi mais des  moyens au service de la conversion. Particulièrement, c'est l'ultime temps de préparation pour les baptêmes d'adultes, célébrés durant la Vigile pascale. La pénitence peut être marquée par le jeûne ou l'abstinence de viande, notamment certains jours où ces démarches sont prévues. L'accent est également mis à présent sur le caractère spirituel du carême, et le jeûne va de pair avec un jeûne spirituel. Ainsi, outre l'observance des jours de pénitence spécifiques, chacun décide de la façon dont il va se priver de quelque chose qui tient de la place (peut-être trop) dans sa vie, pour se préparer à entrer dans la joie de la Résurrection (excès de nourriture, alcool, tabac, temps passé devant les écrans, relations sexuelles…).
Suivant les dispositions de la Constitution apostolique Pænitemini du pape Paul VI rédigée en février 1966, l'Église catholique ne prescrit plus le jeûne (avec abstinence de viande) que le mercredi des Cendres et le Vendredi saint. L'abstinence seule de viande étant maintenue tous les vendredis de l'année, sauf jours de solennité. La Constitution Pænitemini rappelant la possibilité aux Conférences épiscopales de définir, pour de justes motifs, des règles locales en la matière, les évêques français notamment décidèrent en 1966 de laisser aux fidèles la possibilité de remplacer l'abstinence de viande — à l'exception du temps du Carême, pour ceux qui le peuvent — au profit d'autres actes concrets de conversion et de pénitence.
Il existait auparavant d'autres périodes de jeûne, notamment aux Quatre-Temps. Cependant, c’est principalement le carême de Pâques qui était observé, ainsi que l'Avent. Mais celui-ci ne peut d'aucune manière être assimilé au carême. La prescription d’abstinence sexuelle était particulièrement observée, au point qu’on constatait une diminution des naissances neuf mois après la date du carême de Pâques.[réf. souhaitée]
Dans d'autres régions du monde, le carême est marqué de diverses façons dans l'espace public.

## Liturgie
La couleur liturgique est le violet (qui peut être remplacé par le rose le quatrième dimanche de Carême, dit dimanche de Lætare). Dans certains endroits, le gris peut être employé pour les féries de Carême (c'est en particulier le cas dans le rite lyonnais).
Chaque jour du Carême a une messe propre en souvenir de la période où, à Rome, on célébrait la messe quotidiennement, dans une église chaque jour différente appelée « station ». Celle du mercredi des Cendres est célébrée à Sainte-Sabine.
L'Alléluia est supprimé à la messe et à l'office, de même que le Gloria (sauf aux solennités tombant en Carême). Le verset d'alléluia est remplacé par un « trait », chant ayant un caractère plus pénitentiel. Le même trait est utilisé pendant tout le Carême les lundis, mercredis et vendredis.